# Cephalops libidinosus
Cephalops libidinosus är en tvåvingeart som beskrevs av De Meyer 1991. Cephalops libidinosus ingår i släktet Cephalops och familjen ögonflugor. Inga underarter finns listade i Catalogue of Life.